# Copan (Oklahoma)
Copan es un pueblo ubicado en el condado de Washington en el estado estadounidense de Oklahoma. En el año 2010 tenía una población de 733 habitantes y una densidad poblacional de 271,48 personas por km².

## Geografía
Copan se encuentra ubicado en las coordenadas 36°54′0″N 95°55′35″O / 36.90000, -95.92639 (36.899926, -95.926447).

## Demografía
Según la Oficina del Censo en 2000 los ingresos medios por hogar en la localidad eran de $27,222 y los ingresos medios por familia eran $36,563. Los hombres tenían unos ingresos medios de $30,938 frente a los $20,119 para las mujeres. La renta per cápita para la localidad era de $16,324. Alrededor del 12.1% de la población estaban por debajo del umbral de pobreza.